# Жебри-Кольонія (Підляське воєводство)
Жебри-Кольонія (пол. Żebry-Kolonia) — село в Польщі, у гміні Снядово Ломжинського повіту Підляського воєводства.
У 1975-1998 роках село належало до Ломжинського воєводства.